# Forêts pluviales de l'archipel de Sulu
Localisation
Les forêts pluviales de l'archipel de Sulu (IM0156) forment une écorégion définie par le fonds mondial pour la nature (WWF). Elle appartient à l’écozone Indomalaise (IM) et au biome des forêts décidues humides tropicales et subtropicales. Elle couvre l’intégralité des îles Sulu.

## Géographie

### Localisation et géologie
L’écorégion couvre la majorité de l'archipel de Sulu, aux Philippines : Jolo, au centre, Tawi-Tawi, au sud, ainsi que les îles alentour, mais elle n’inclut pas Basilan, au nord. L’écorégion n’a qu’une faible altitude. Le mont Bongao (en) atteint 300 m, et le mont Sibangkok culmine à 532 m. Son sol est constitué de coraline et de calcaire. L’archipel est demeuré sous la forme d’une chaîne de volcans sous-marins pendant au moins 25 millions d’années, avant de faire surface il y a 15 millions d’années. Pendant le Pléistocène, la majorité de l’écorégion était composée d’une seule île séparée au nord, de Basilan, par un étroit détroit de 205 m de profondeur, et au sud, de Bornéo, par un petit détroit profond de 290 m. 

### Climat
Selon National Geographic, le climat de l’écorégion est tropical humide. À Tawi-Tawi, il y a deux saisons courtes sèches de deux semaines en janvier et mai. L’archipel est situé au sud d’une zone de typhons qui couvre une part importante des Philippines. Selon la classification de Köppen-Geiger, il est couvert d’un climat de forêts tropicales.

## Biodiversité

### Flore
L’écorégion compte des forêts côtières, de basses terres, de broussailles et de mangroves. Les premières sont principalement composées de Barringtonia, Caesalpinia et Terminalia. Ces forêts ne demeurent présentes qu’à Simunul, à cause de l’artificialisation des zones côtières, principalement due à l’urbanisation et à l’agriculture, notamment de noix de coco. Les forêts pluviales de basses terres sont le type majoritaire. Elles incluent des Anisoptera, Dipterocarpus, Hopea et Shorea. On trouve peu d’informations sur les forêts de broussailles, qui ont été massivement détruites. On trouve des mangroves dans tout l’archipel (sauf à Bongao où elles ont été détruites), mais surtout sur Tawi-Tawi. Elles sont dominées par les genres Rhizophora, Ceriops, Bruguiera, Sonneratia, Avicennia et Nypa.

### Faune
À l’inverse de celle des forêts pluviales de Palawan, la faune est plus proche du reste des Philippines que des îles de la Sonde. De nombreux taxons présents dans les Sulu sont présents à Mindanao. On trouve dans l’écorégion le loris lent, primate venimeux originaire des îles de la Sonde. Des cochons sauvages de Bornéo traversent le détroit qui sépare l’île de l’écorégion. L’île ne compte qu’un mammifère endémique, Rattus tawitawiensis (en). Le crocodile des Philippines était historiquement présent à Jolo, mais en a disparu. De nombreuses espèces de l’archipel sont menacées. 

Les oiseaux sont plus proches de ceux de Philippines, même si certains viennent de Bornéo, comme le calao charbonnier. Les populations d’oiseaux sont très différentes en fonction des îles. L’écorégion se superpose presque parfaitement avec l’endemic Bird Area de l’archipel de Sulu, qui compte six espèces presque endémiques (le carpophage de Pickering, le petit-duc de Mantanani, le martinet des Philippines, le tchitrec céleste, le bulbul jaunâtre (en) et Macronous striaticeps (en)) et quatre endémiques : la gallicolombe de Tawi-Tawi (son espèce porte-drapeau), le phapitréron à oreillons bruns, la palette des Sulu et le calao des Sulu. On peut observer à Simunul plusieurs oiseaux non endémiques mais en danger : le cacatoès des Philippines, la perruche de Luçon, le et le perroquet à dos bleu (en). 

La gallicolombe de Tawi-Tawi
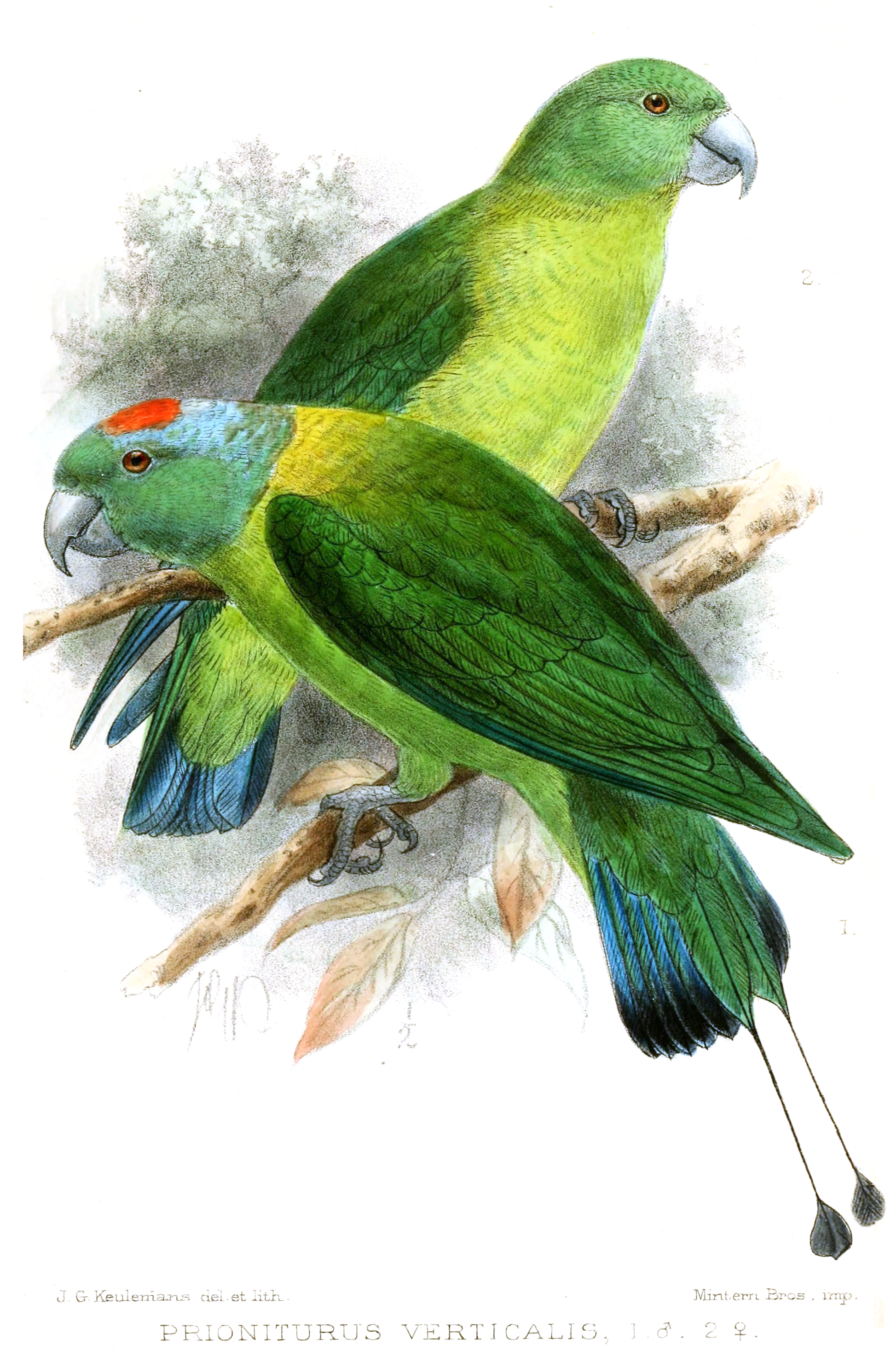
La palette des Sulu
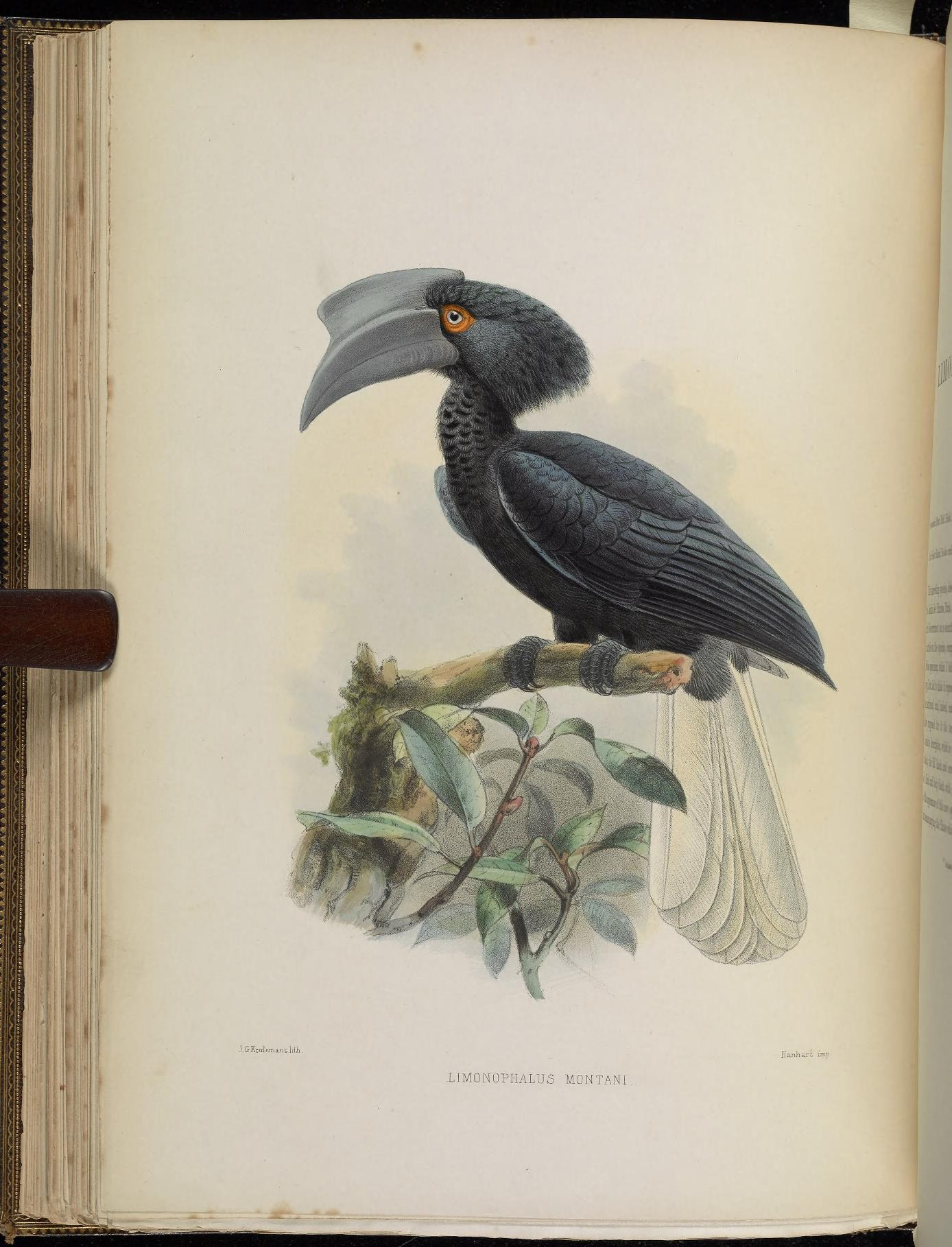
Le calao des Sulu

## Menaces et protection

### Menaces
La majorité de la forêt de Jolo a disparu. Quelques zones sauvages subsistent au centre, au nord et à l’est de Tawi-Tawi ; le reste de l’île a été exploité intensivement dans les années soixante et soixante-dix pour remplacer les forêts par des plantations de palmiers à huile. Sibutu et Simunul ont été grandement déforestés, mais quelques parcelles de forêt subsistent dans la seconde. Les dernières forêts de Sanga-Sanga ont été détruites en 1992 et 1993. Les espèces endémiques se maintiennent dans les quelques forêts vierges de Bongao et Tandubas. Le principal centre de population est situé à Bongao, où on trouve un port très actif. Tawi-Tawi est moins peuplé , mais le futur développement de l’île est un potentiel danger pour la biodiversité. En plus de la perte d’habitat, les principales menaces pour la nature sont la chasse et la déforestation à petite échelle qui continue de faire reculer la nature. 

### Protection
L’UICN ne compte qu’une seule aire protégée dans l’écorégion : à Tajo (id), on trouve une réserve de type IV de 40 kilomètres carrés, soit 1,7 % de la superficie totale de l’écorégion.